# Sihu
Sihu (chiń. upr. 四胡; pinyin sìhú) – chiński instrument ludowy z grupy chordofonów o czterech strunach; rodzaj huqina.
Pudło rezonansowe drewniane, okrągłe lub wielokątne, pokryte skórą węża, jagnięca lub owczą. Struny strojone parami, włosie smyczka przechodzi między nimi. Popularny zwłaszcza w Mongolii Wewnętrznej.